# النهضة (قصيدة)
«النهضة» (ايضاً "Renasance") هي قصيدة أدنا سانت فنسنت ميلي صدرت عام 1912، ويرجع الفضل في تقديمها إلى العالم الأوسع، وغالباًما تعتبر من أرقى قصائدها.
القصيدة عبارة عن قصيدة غنائية أكثر من 200 سطر، كُتبت بصيغة المتكلم، وتشمل على نطاق واسع العلاقة بين الفردبالبشرية والطبيعة. الراوي يتأمل مشهد من قمة الجبل.مغمور بالطبيعة، وأفكار المعاناة الإنسانية، الراوي يشعر تعاطفاً بموت الأخرين، وينتابه شعور انه في القبر يطبق عليه.المطر الودود يعيد الراوي إلى البهجة في الحياة -إحياء، أو «النهضة» اللقب.

## تاريخ النشر وأهميتها في تحرير ميلي الوظيفي
بدأت شهرة ميلي في عام 1912 عندما دخلت البالغة من العمر تسعة عشر عاماً، بتشجيع من والدتها، قصيدتها «النهضة» في مسابقة الشعر في السنة الغنائية.كتبت ميلي ونشرت الشعر في سانت نيكولاس، وهي مجلة للأاطفال، طوال سنوات مراهقتها، وأصبحت شاعرة بارعة.وفي وقت ما كتب ميلي كتاب «النهضة» وهو ينظر من قمت جبل.باتي في كامدن بولاية ماين (حيث توجد لوحة الآن ذكرى كتابة القصيدة)ربما تأثرت القصيدة بتجربة ميلي التي كادت تغرق في طفولتها.إنها الأم، كورا ميلي، رأت إعلان لمسابقة شعر برعاية السنة الغنائية، مجلداًسنوياًمن شعر، وشجعت أدنا على دخول القصيدة في المسابقة.
تم استقبال القصيدة بشكل جيد ونشرت في المجلد السنوي، جنباً إلى جنب مع أفضل المداخلات الأخرى.كانت قصيدة ميلي اعتبرت على نطاق واسع أفضل تقديم، ومنحها في نهاية المطاف المركز الرابع تسبب في فضيحة كبيرة.الفائز بالمركز الأول أوريك جونز كان من بين أولئك الذين شعروا أن قصيدة «النهضة» هي أفضل قصيدة، وذكر أن«الجائزة كانت محرجة لي بقدر ما كانت انتصاراً» وقد عرض فائزبالجائزة الثانية على ميلي مبلغ قيمته250 دولارا.
جلبت الفضيحة الكثير من الاهتمام إلى ميلي، وتم توزيع «النهضة» على نطاق واسع، وحتى تم تعليمها لأطفال المدارس كمثال للشعر الأمريكي.استخدمت ميلي المنشور لتعزيز حياتها المهنية، والحفاظ على المراسلات مع محررين والشعراء الذين هنأوها على منشورها.
في أعقاب الجدل حول السنة الغنائية، سمعت ناشطة الفنون الثرية كارولين داو ميلي وهي تلقي شعرها وتعزف البيانو في نزل وايتهول في كامدن، مين، وكانت معجبة جداً حتى أنها عرضت دفع تكاليف تعليم ميلي في كلية فاسار

## روابط خارجية
- Millay, Edna St. Vincent. "Renascence", Bartleby.com
- Millay، Edna St. Vincent. Renascence  – عبر ويكي مصدر.